# Lubomir (szczyt)

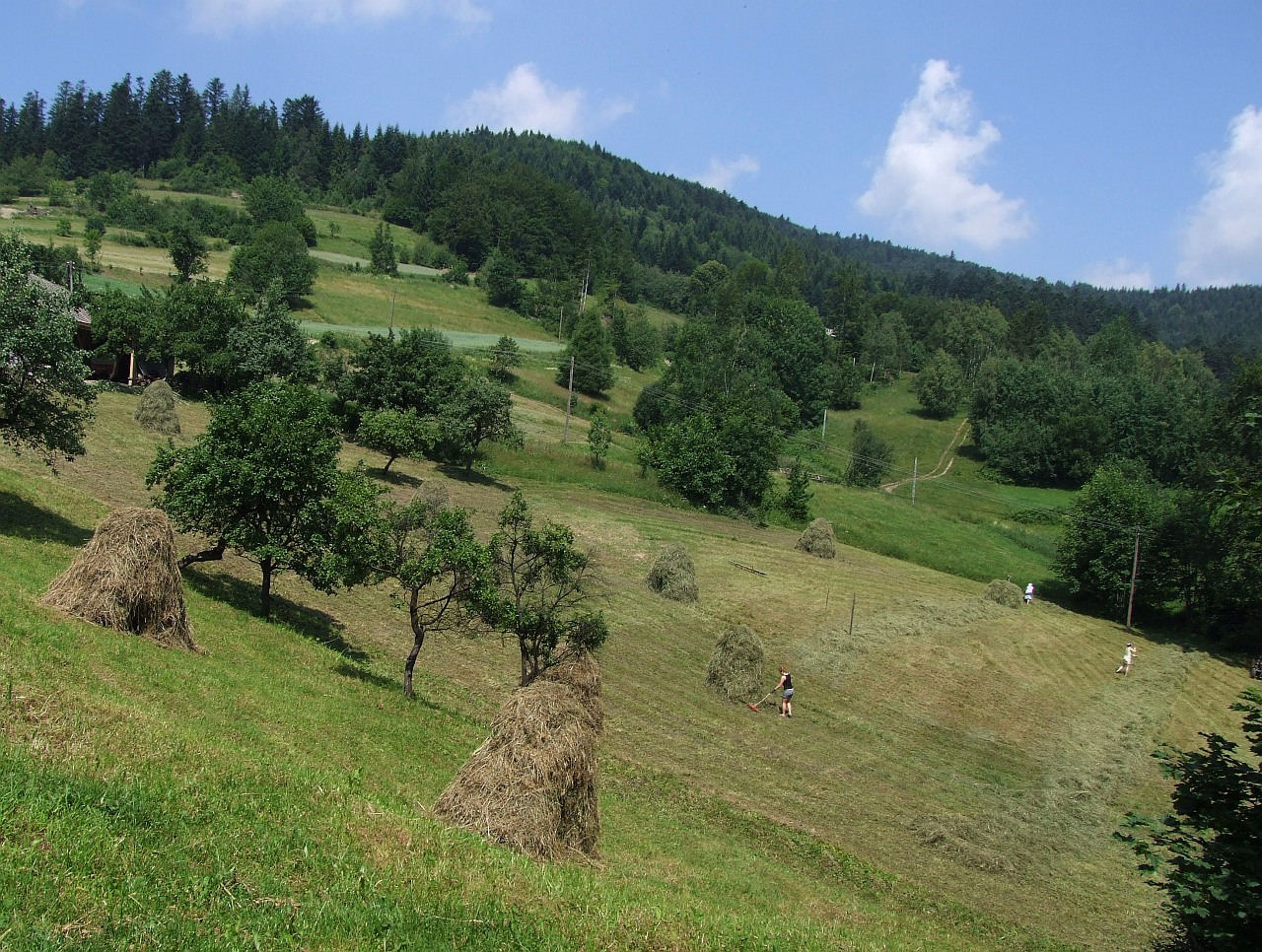
Zachodni grzbiet Lubomira, widok z Parylówki

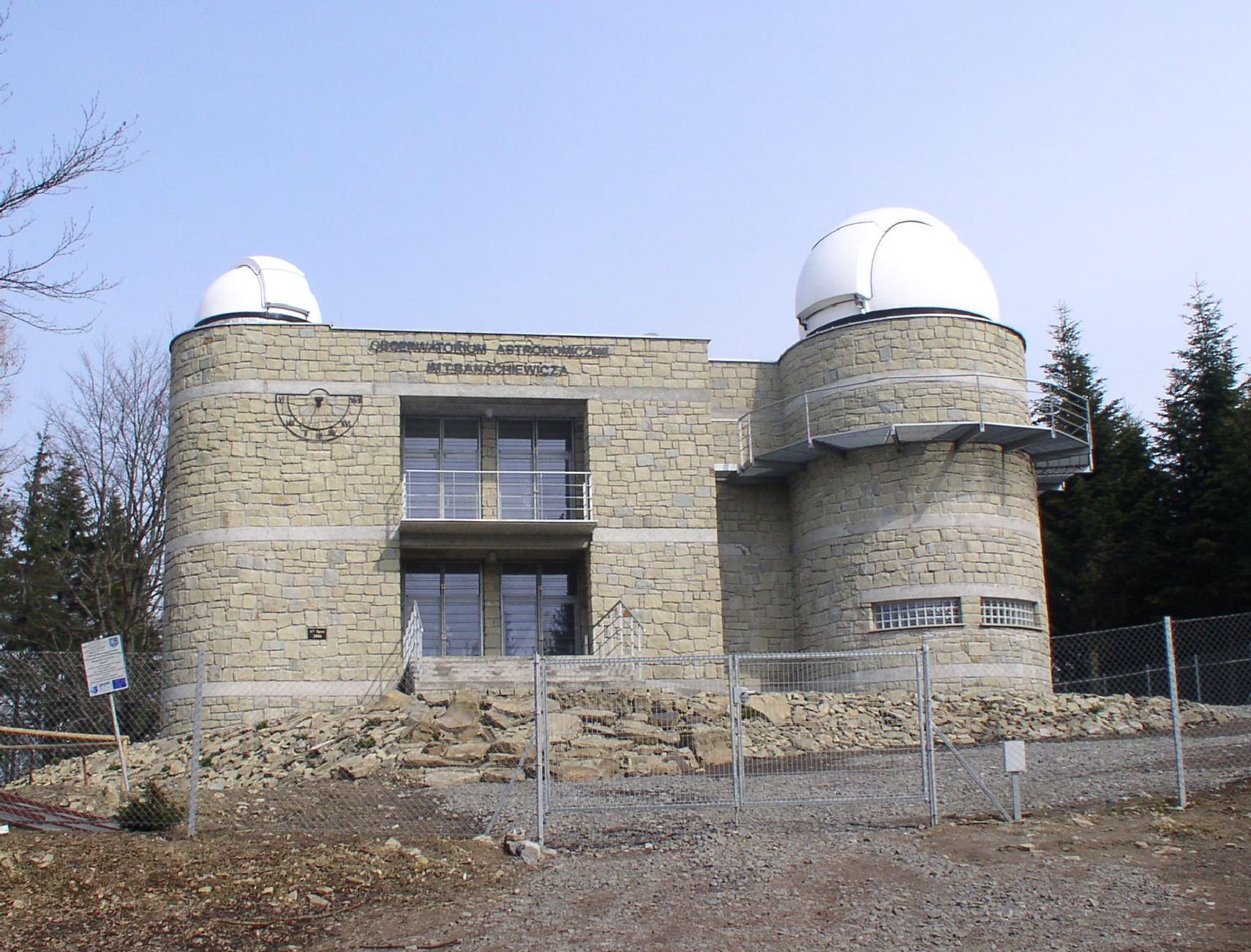
Obserwatorium astronomiczne im. Tadeusza Banachiewicza

Lubomir (903,6 m) – szczyt w Paśmie Lubomira i Łysiny. Nazwa szczytu pochodzi od nazwiska księcia Kazimierza Lubomirskiego. Nadano ją w 1932 r. w uznaniu jego zasług (w 1922 r. ofiarował domek myśliwski i 10 ha lasu na szczycie zwanym wówczas Łysiną pod budowę obserwatorium astronomicznego). W 2007 r. na szczycie otwarto wybudowane na nowo Obserwatorium Astronomiczne im. Tadeusza Banachiewicza.

## Topografia
Lubomir jest najwyższym szczytem Pasma Lubomira i Łysiny i znajduje się na jego wschodnim końcu, jego południowo-wschodnie stoki opadają do Przełęczy Jaworzyce. Stoki północne są bardziej strome od południowych. Z masywu Lubomira wypływa kilka potoków: Niedźwiadek (dopływ Kasinianki) oraz Lipnik i Smarkawka (dopływy Krzyworzeki). W naukowo opracowanej regionalizacji Polski według Jerzego Kondrackiego całe Pasmo Lubomira i Łysiny należy do Beskidu Wyspowego. Na mapach często zaliczane jest do Beskidu Makowskiego, w przewodnikach zwykle jednak opisywane jest właśnie razem z Beskidem Wyspowym.

## Opis szczytu
Wierzchołek Lubomira jest całkowicie zalesiony, więc pozbawiony widoków. W 1922 r. na szczycie Lubomira (wówczas Łysiny), na dawnej polanie Przygoleź wybudowano, z inicjatywy prof. Tadeusza Banachiewicza niewielkie obserwatorium astronomiczne – jedno z dwóch w ówczesnych polskich Karpatach. Podczas wojny Pasmo Lubomira i Łysiny było miejscem stacjonowania oddziałów partyzanckich. W ramach spowodowanych tym faktem represji obserwatorium wraz ze znajdującym się obok budynkiem mieszkalnym zostało przez Niemców spalone we wrześniu 1944 roku. Jedynymi ocalałymi fragmentami zabudowań starego obserwatorium są betonowe schody oraz podstawa teleskopu. Latem 2006 roku, obok pozostałości przedwojennego obserwatorium, na miejscu fundamentów budynku mieszkalnego, rozpoczęto budowę nowego obserwatorium astronomicznego. Dnia 16 października 2007 r. miało miejsce uroczyste otwarcie obiektu – Obserwatorium Astronomiczne im. Tadeusza Banachiewicza na Lubomirze.

## Lubomir a Korona Gór Polski
Przez autorów pomysłu Korona Gór Polski Lubomir został zaliczony do tej listy jako najwyższy szczyt Beskidu Makowskiego. Autorzy ci ustalali listę szczytów według własnych kryteriów. Nie pokrywają się one z pełną, naukową regionalizacją Polski opracowaną przez Jerzego Kondrackiego, według której Lubomir należy do Beskidu Wyspowego. Różnic takich jest więcej, tak więc listy Korony Gór Polski nie należy traktować jako listy najwyższych szczytów gór Polski, a jedynie jako listę szczytów ustalonych przez autorów tego pomysłu.
Warto przy tym spróbować wyjaśnić pochodzenie tej różnicy. Otóż sam Jerzy Kondracki w swoim opracowaniu z 1977 r. Lubomir zaliczał do Beskidu Makowskiego, a Beskid Wyspowy charakteryzował jako obszar „odosobnionych gór, które wznoszą się 400–500 m ponad poziom zrównania śródgórskiego”. Pasmo Śliwnika-Łysiny-Lubomira nie do końca pasuje do tego opisu. Dalej, w najnowszym (w chwili pisania tekstu) naukowym podziale Polski na mezoregiony z 2018 roku autorstwa Jerzego Solona i innych, opartym na podziale Kondrackiego, na proponowanej mapie widzimy mezoregion 513.48 (Beskid Makowski), który sięga poza dolinę Raby i obejmuje pasmo Lubomira-Łysiny. Podział ten opublikowany jest obecnie w rządowym GeoSerwisie. Ciekawą dyskusję kontrowersji klasyfikacyjnych Lubomira można znaleźć na beskidzkim forum.

## Szlaki turystyki pieszej
zielony: Wiśniowa – Lubomir
 (Mały Szlak Beskidzki): Myślenice – Lubomir – Wierzbanowa – Kasina Wielka – Lubogoszcz – Mszana Dolna – Luboń Wielki.